# Forbes (Dakota del Nord)
Forbes és una població dels Estats Units a l'estat de Dakota del Nord. Segons el cens del 2000 tenia 64 habitants.

## Demografia
Segons el cens del 2000, Forbes tenia 64 habitants, 33 habitatges, i 17 famílies. La densitat de població era de 103 hab./km².
Dels 33 habitatges en un 21,2% hi vivien nens de menys de 18 anys, en un 45,5% hi vivien parelles casades, en un 6,1% dones solteres, i en un 45,5% no eren unitats familiars. En el 42,4% dels habitatges hi vivien persones soles el 18,2% de les quals corresponia a persones de 65 anys o més que vivien soles. El nombre mitjà de persones vivint en cada habitatge era d'1,94 i el nombre mitjà de persones que vivien en cada família era de 2,67.
Per edats la població es repartia de la següent manera: un 21,9% tenia menys de 18 anys, un 0% entre 18 i 24, un 20,3% entre 25 i 44, un 12,5% de 45 a 60 i un 45,3% 65 anys o més.
L'edat mediana era de 52 anys. Per cada 100 dones de 18 o més anys hi havia 127,3 homes.
La renda mediana per habitatge era de 18.958 $ i la renda mediana per família de 33.750 $. Els homes tenien una renda mediana de 16.875 $ mentre que les dones 24.375 $. La renda per capita de la població era de 16.741 $. Entorn del 10% de les famílies i el 30% de la població estaven per davall del llindar de pobresa.

## Poblacions més properes
El següent diagrama mostra les poblacions més properes.